# Rzeka Czerwona (film 1948)
Rzeka Czerwona (ang. Red River) – amerykański western w reżyserii Howarda Hawksa z 1948 roku. Jest jednym z najbardziej ikonicznych westernów w historii kina, cenionym za swój realizm i epicki rozmach, zwłaszcza w scenach przepędu bydła.

## Opis fabuły
Druga połowa XIX wieku. Thomas Dunson (John Wayne) jest bogatym właścicielem stada bydła. Wraz z przybranym synem Matthew (Montgomery Clift) wyrusza z Teksasu do Kansas (Abilene) w poszukiwaniu nowych rynków zbytu. Podczas długiego i trudnego przepędu stada, pojawiają się kłopoty. Część kowbojów buntuje się, a do buntowników przyłącza się również Matthew.

## Produkcja
Aby oddać skalę przedsięwzięcia, producenci zgromadzili i wykorzystali na planie ok. 9 tys. sztuk bydła. Choć nie wszystkie były czystej rasy Texas Longhorn (ze względu na to, że w latach 40. XX wieku rasa ta była już bliska wyginięcia, a stada były w trakcie odbudowy), ich obecność w takiej liczbie nadała filmowi niespotykany dotąd realizm. Ogromna liczba bydła na ekranie sprawiła, że widz miał wrażenie uczestniczenia w prawdziwym, epickim przepędzie. Realizm tych scen, zwłaszcza przy przekraczaniu rzek czy podczas paniki, znacząco przyczynił się do legendarnego statusu filmu.

## Obsada
- John Wayne – Thomas Dunson
- Montgomery Clift – Matthew „Matt” Garth
- Joanne Dru – Tess Millay
- Walter Brennan – Nadine Groot
- Coleen Gray – Fen
- Harry Carey Jr. – Dan Latimer
- John Ireland – Cherry Valance
- Noah Beery Jr. – Buster McGee
- Chief Yowlachie – Quo
- Harry Carey – pan Melville
- Paul Fix – Teeler Yacey
- Hank Worden – Sims Reeves
- Mickey Kuhn – Matt